# Conopora dura
Conopora dura är en nässeldjursart som beskrevs av Sydney John Hickson och J.L. England 1909 . Conopora dura ingår i släktet Conopora och familjen Stylasteridae.
Artens utbredningsområde är Indiska oceanen. Inga underarter finns listade i Catalogue of Life.